# Gilfert
Gilfert – szczyt w grupie górskiej Tuxer Alpen, w Alpach Wschodnich. Leży w Austrii, w kraju związkowym Tyrol. Leży na północny zachód od Lizumer Reckner, a na północ od Rastkogel. Jest jednym z wyższych szczytów okolicy.